# Упрощённый классицизм
Упрощённый классицизм — также известный как раздетый классицизм, греческий модерн или модернизированная неоклассика, — представляет собой архитектурный стиль, получивший распространение в межвоенный период, между Первой и Второй мировыми войнами. Чаще всего он использовался при строительстве государственных учреждений. Основные отличительные черты этого стиля — сочетание модернизма с архитектурными приёмами прошлого и использование массивных (полу)колонн в оформлении фасадов. Обращение к классическим традициям проявляется в структуре и пропорциях зданий, однако фасады нередко полностью или частично лишены традиционного декора. Например классические ордера заменяются обломами. В США здания упрощённого классицизма могли совмещать с ар-деко, в СССР — со сталинским ампиром или конструктивизмом.
Упрощённый классицизм сформировался под влиянием модернизма и авангардных течений, сочетая в себе прогрессивное, модернистское мышление с выраженными политическими амбициями. Этот стиль оказался особенно удобным инструментом для выражения и продвижения государственной идеологии в 1920—1930-е годы. По этой причине он получил широкое распространение в архитектуре государственных учреждений: в США времён Нового курса Рузвельта, Советском Союзе эпохи Сталина, нацистской Германии и фашистской Италии. В Италии данное архитектурное направление называли Stile littorio.

## Описание и история
Упрощённый классицизм является развитием рационалистской архитектуры, получившей особое распространение в Италии в 1920-е годы. Некоторые идеи упрощённого классицизма можно встретить в работах архитекторов неоклассицизма конца XVIII и начала XIX веков, например у Этьена-Луи Булле, Клода Николя Леду, Фридриха Жилли, Ивана Спета, Джона Соуна и Карла Фридриха Шинкеля.
В межвоенный период упрощённый классицизм фактически стал стандартом в архитектуре государственных учреждений и памятников во многих странах мира. Этот стиль оказался удобным для выражения политической мощи, сочетая в себе элементы модернизма и классицизма — он позволял демонстрировать одновременно традиционность и современность. Менее очевидной, но не менее важной причиной его популярности была экономическая целесообразность: упрощённые формы и отказ от избыточного декора позволяли значительно сократить затраты на строительство.
Первым образцом упрощённого классицизма стал Дом Германского посольства авторства немецкого архитектора Петера Беренса, построенный в Санкт-Петербурге в 1912 году. Хотя современники раскритиковали архитектурный стиль посольства как излишне мрачный и грубый, здание стало новым образцом классицизма, к которому начали стремиться многие архитекторы-модернисты, например Людвиг Мис ван дер Роэ. На Западе этот стиль в разные времена развивали Джон Джеймс Бернет, Джорджио Грасси, Леон Криер, Альдо Росси, Альберта Шпеера , Роберт Стерн, Пауль Троост и другие.
Здание посольства оказало важное влияние на архитектуру тоталитарных режимов, в частности на архитектуру сталинского СССР, нацистской Германии и фашистской Италии, архитектуру ГДР времён Ульбрихта. Поклонниками упрощённого классицизма были Адольф Гитлер и Бенито Муссолини. Этот стиль также нравился Иосифу Сталину и оказал влияние на сталинский ампир и другие локальные архитектурные направления в коммунистических режимах.
Территория съездов НСДАП и особенно Трибуна Цеппелина в Нюрнберге, спроектированные Альбертом Шпеером, стали самыми яркими и известными образцами немецкого упрощённого классицизма, где классические элементы — колонны и алтари — применялись с современными технологиями, например прожекторами. В СССР чертами упрощённого классицизма мог бы обладать непостроенный Дворец Советов.
Упрощённый классицизм также оказал важное влияние на архитектуру государственных учреждений Британии и Франции 1930-х годов, а также на американскую архитектуру эпохи Нового Курса, однако явная ассоциация упрощённого классицизма с фашизмом препятствовала его принятию в качестве мейнстримового архитектурного направления в странах Запада. Работавших в этом стиле архитекторов зачастую необоснованно подозревали в профашистских взглядах.
В США упрощённый классицизм развивал архитектор Поль Филипп Кре. Построенный в 1928 году по его проекту Американский памятник Шато-Тьерри принято считать ранним образцом американского упрощённого классицизма. Среди его других известных проектов — Шекспировская библиотека Фолджера (1933) в Вашингтоне, главное здание Техасского университета в Остине (1937), Здание Эклс (1937) в Вашингтоне и Национальный военно-медицинский центр имени Уолтера Рида (1939) в Бетесде. В стиле упрощённого классицизма с элементами ар-деко строились государственные учреждения для управления промышленно-строительными работами общественного назначения во времена великой депрессии. В США этот стиль также называют PWA Moderne или Greco Deco.
После Второй мировой войны популярность упрощённого классицизма на Западе снизилась из-за его очевидной ассоциации с архитектурой фашистских режимов. Однако в 1960-е годы интерес к этому стилю возродился — именно тогда, например, были построены Линкольн-центр (1962) Филипа Джонсона, здание Верховного суда Австралийской столичной территории (1961), Национальная библиотека Австралии (1968) и другие государственные учреждения Австралии 1960-х годов.

### Беренсианство
В СССР для архитектуры, вдохновлённой зданием Германского посольства использовалось определение «беренсианской» архитектуры по имени автора проекта посольства — Петера Беренса. Беренсианство оказало наибольшее влияние на архитектуру Ленинграда, данное архитектурное направление начал развивать в 1920-е годы Иван Фомин, продвигавший концепцию «пролетарской классики». Этот стиль развивали Владимир Щуко, другой лидер архитектурной школы Ленинграда, и Ной Троцкий, спроектировавший Дом Советов по образу германского посольства и оказавший ключевое влияние на облик архитектурного ансамбля Московского проспекта в Ленинграде.
В стиле беренсианства также работали архитекторы Давид Бурышкин (архитектурный ансамбль на Малоохтинской проспекте на Неве), Иосиф Лангбард, Максимилиан Китнер, Лазарь Хидекель и другие. Такие здания проектировались с уклоном как в классицизм, например Академия легкой промышленности (Ленинград), так и в сторону крайнего упрощения, в сторону конструктивизма, например Большой дом (Ленинград).
Беренсианский стиль в интерпретации Фомина не стал преобладающим архитектурным направлением в СССР, хотя и оказал важное влияние на сталинскую архитектуру, в частности традицию украшать фасады рядами из массивных (полу)колонн. Для преобладающего сталинского ампира не было характерно максимальное упрощение фасадов и отказ от малых архитектурных деталей.

## Образцы
| Название                                                   | Изображение | Место                   | Архитекторы                                                        | Год  |
| ---------------------------------------------------------- | ----------- | ----------------------- | ------------------------------------------------------------------ | ---- |
| Здание Германского посольства                              |             | Санкт-Петербург, Россия | Петер Беренс                                                       | 1913 |
| Старое здание парламента                                   |             | Канберра, Австралия     | Джон Смит Мёрдок                                                   | 1927 |
| Министерство национального образования Польши              |             | Варшава, Польша         | Здислав Монченский                                                 | 1930 |
| Здание парламента                                          |             | Хельсинки, Финляндия    | Йохан Сирен                                                        | 1931 |
| Федеральное здание имени Уильяма Р. Коттера                |             | Хартфорд, США           | Adams & Prentice                                                   | 1931 |
| Итальянский форум                                          |             | Рим, Италия             | Энрико Дель Деббио, Моретти, Луиджи                                | 1932 |
| Большой театр Беларуси                                     |             | Минск, Беларусь         | Иосиф Лангбард                                                     | 1933 |
| Федеральное здание Мартина Лютера Кинга-младшего           |             | Атланта, США            | Браун, А. Тен Эйк                                                  | 1933 |
| Здание Министерства авиационной промышленности             |             | Москва, Россия          | Даниил Фридман                                                     | 1934 |
| Новый кампус университета Сапиенца                         |             | Рим, Италия             | Марчелло Пьячентини                                                | 1935 |
| Олимпийский стадион                                        |             | Берлин, Германия        | Альберт Шпеер                                                      | 1936 |
| Берлинская колокольня                                      |             | Берлин, Германия        | Вернер Марх                                                        | 1936 |
| Дом Детлева-Роведдера                                      |             | Берлин, Германия        | Эрнст Загебиль                                                     | 1936 |
| Здание Эклс                                                |             | Вашингтон, США          | Поль Филипп Кре                                                    | 1937 |
| Дом искусства                                              |             | Мюнхен, Германия        | Пауль Людвиг Троост                                                | 1937 |
| Мессе Берлин                                               |             | Берлин, Германия        | Рихард Ермиш                                                       | 1937 |
| Трибуна Цеппелина                                          |             | Нюнберг, Германия       | Альберт Шпеер                                                      | 1938 |
| Павильон Мештровича                                        |             | Загреб, Хорватия        | Иван Мештрович                                                     | 1938 |
| Капитолий штата Орегон                                     |             | Сейлем, США             | Килли, Фрэнсис, Trowbridge & Livingston                            | 1938 |
| Великое национальное собрание Турции                       |             | Анкара, Турция          | Клеменс Хольцмайстер                                               | 1938 |
| Здание Патрика Генри                                       |             | Ричмонд, США            | Карнел, Джонсон и Райт                                             | 1938 |
| Дворец Наций                                               |             | Женева, Швейцария       | Карло Брогджи, Жюльен Флегенхаймер, Камиль Лефевр, Нено, Анри Поль | 1938 |
| Здание ПРИЗАД                                              |             | Белград, Сербия         | Несторович, Богдан                                                 | 1939 |
| Мэрия Хьюстона                                             |             | Хьюстон, США            | Джозеф Фингер                                                      | 1939 |
| Здание Гарри С. Трумэна                                    |             | Вашингтон, США          | Underwood & Foster                                                 | 1939 |
| Академия молодежного лидерства                             |             | Брауншвейг, Германия    | Эрих цу Путлиц                                                     | 1939 |
| Новая рейхсканцелярия                                      |             | Берлин, Германия        | Альберт Шпеер                                                      | 1940 |
| Ратуша Уолтем Форест                                       |             | Лондон, Англия          | Хепворт, Филипп                                                    | 1941 |
| Дом советов                                                |             | Санкт-Петербург, Россия | Ной Троцкий                                                        | 1941 |
| Жилой дом сотрудников НКВМФ                                |             | Санкт-Петербург, Россия | Евгений Левинсон, Иван Фомин                                       | 1941 |
| Здание суда округа Дофин                                   |             | Гаррисберг, США         | Lawrie and Green                                                   | 1942 |
| Дворец итальянской цивилизации, Квартал всемирной выставки |             | Рим, Италия             | Марчелло Пьячентини                                                | 1942 |
| Аудитория Лиснера                                          |             | Вашингтон, США          | Faulkner & Kingsbury                                               | 1943 |
| Военная школа имени Освободителя Бернардо О'Хиггинса       |             | Сантьяго, Чили          | Гутьеррес, Хуан Мартинес                                           | 1943 |
| Юридический факультет Университета Буэнос-Айреса           |             | Буэнос-Айрес, Аргентина | Артуро Очоа, Исмаэль Дж. Кьяппори и Педро Марио Винент             | 1949 |
| Филиал компании «Джамуна Ойл»                              |             | Читагонг, Бангладеш     |                                                                    | 1952 |
| Аныткабир                                                  |             | Анкара, Турция          | Эмин Онат и Арда, Орхан                                            | 1953 |
| Новое здание Российской государственной библиотеки         |             | Москва, Россия          | Владимир Щуко, Владимир Гельфрейх                                  | 1958 |
| Дом народных собраний                                      |             | Пекин, Китай            | Чжан Бо                                                            | 1959 |
| Мавзолей Хо Ши Мина                                        |             | Ханой, Вьетнам          | Гарольд Исакович                                                   | 1975 |

## Оценка
Британский политолог и доктор философии Роджер Гриффин видел в упрощённом классицизме выражение дихотомии прошлого и будущего, старого и нового. Этот стиль одновременно воплощал веру в прогресс и стремление к переосмыслению исторического наследия. Именно такое сочетание сделало его особенно привлекательным в 1920—1930-х годах, прежде всего для тоталитарных режимов.
Сэмюэл Х. Паттерсон, магистр Оксфордского университета Брукса, отмечал, что упрощённый классицизм отражал ключевые задачи государств межвоенного периода: модернизацию, преодоление социальных и экономических последствий недавнего прошлого, а также поиск национальной идентичности — даже несмотря на идеологические различия между такими режимами, как США времён Рузвельта, нацистская Германия и сталинский СССР. Упрощённый классицизм наряду с неоклассикой и ар-деко стал своего рода консервативной реакцией на авангардные течения, вроде советского конструктивизма, который многим современникам казался отчуждённым и недостаточно соответствующим актуальным политическим и социальным ожиданиям.